# Fyra sånger opus 5
Fyra sånger is een verzameling liederen composities van de Noorse componiste Agathe Backer-Grøndahl. Haar liederen tot dan toe verschenen in het Deens met af en toe een Duitse vertaling. Deze liederen in opus 5 verschenen in het Zweeds en (Duits), bij de Zweedse uitgeverij Abr. Hirsch. De teksten waren afkomstig van Zacharias Topelius.
De vier liederen zijn:
- Selmas tanker i våren (Ned: Selmas lentegedachten) in allegretto in G majeur; gedateerd 6 oktober 1871
- Fågelns visa (Ned: Vogelwijsje) in allegretto in Ges majeur; gedateerd 28 december 1871
- Lärkröster i mai (Ned: Stemmen van de lariks in mei) in allegretto in Es majeur; gedateerd 9 januari 1872
- Björken berätter hvad som kan hända i måns kenet (Ned: De berken vertellen wat er in maneschijn kan gebeuren) als recitatief gezongen in Es mineur; gedateerd 6 oktober 1871

De liederen zijn opgedragen aan Olena Falkman, een Zweedse zangeres met wie de componiste optrad op 25 februari 1874 in Christiania. Het was Falkmans afscheidsconcert. Of zij de liederen ooit gezongen heeft is niet bekend. Op het manuscript ontbreekt de naam Falkman en staan de liederen in een andere volgorde.